# Araneus mastersi
Araneus mastersi là một loài nhện trong họ Araneidae.
Loài này thuộc chi Araneus. Araneus mastersi được miêu tả năm 1876 bởi Bradley.